# Департамент полиции Бостона

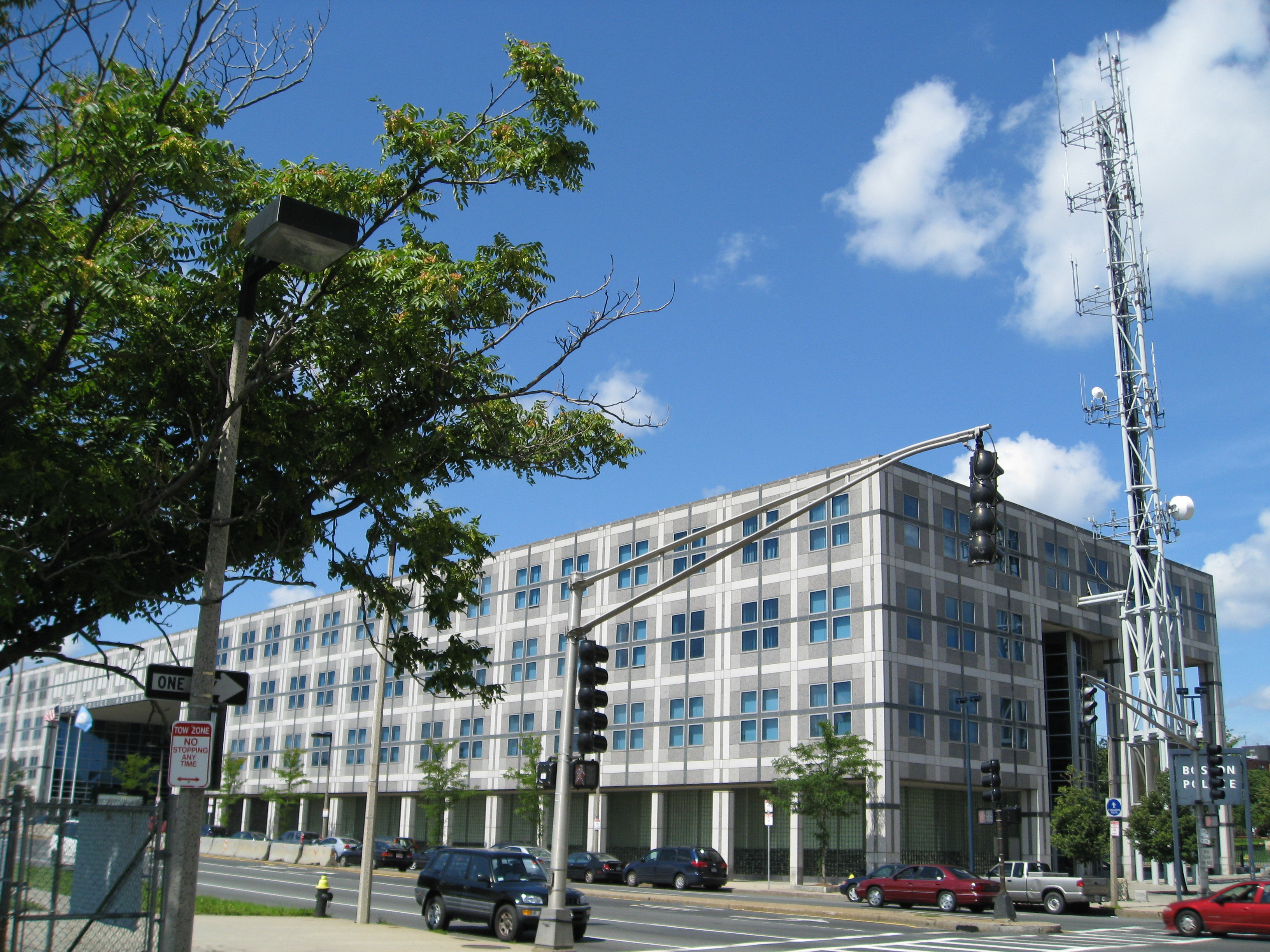
Здание BPD в Бостоне.

Департамент полиции Бостона (англ. BPD, The Boston Police Department) — полицейский департамент города Бостон, штат Массачусетс (США). Один из старейших полицейских департаментов США.

## История
Формально департамент полиции в Бостоне появился в 1838 году. Он действовал при начальнике городской полиции и имел в своём составе шесть назначенных чиновников. Позднее, в мае 1854 года он был расформирован и был создан заново по примеру полиции Лондона (en:Metropolitan Police Service).

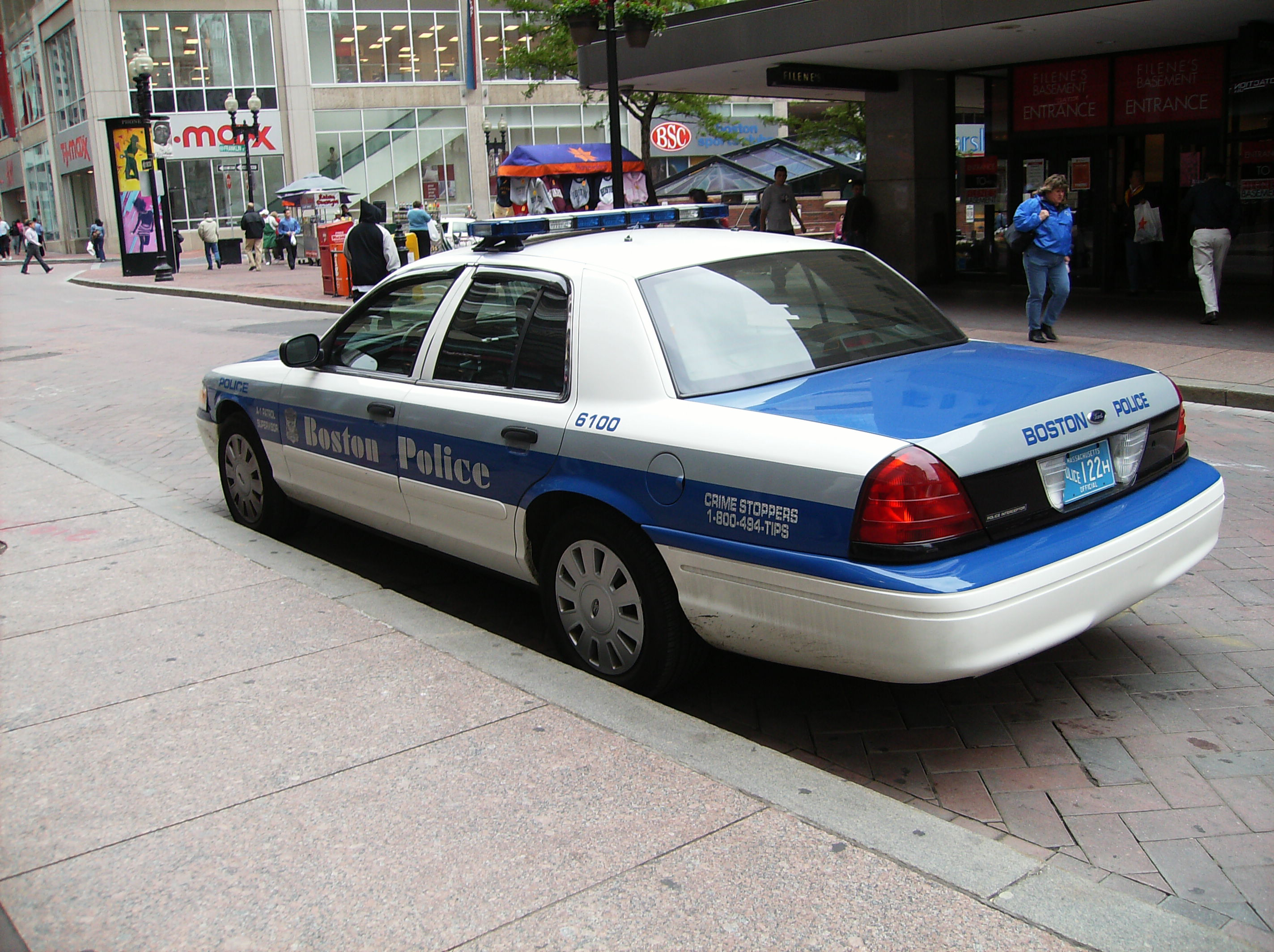
Патрульный автомобиль бостонской полиции.

В 1871 году была организована Бостонская Полицейская Вспомогательная Ассоциация.
9 сентября 1919 года офицеры департамента, недовольные низкой заработной платой и плохими условиями труда, провели забастовку, требуя изменений в трудовых отношениях. Вскоре в городе началась неразбериха, поскольку из офицеров никто не следил за порядком в городе. Тогда в ситуацию вмешался губернатор штата Массачусетс Джон Калвин Кулидж. Он заявил, что полиция не имеет права бастовать и ввёл в город национальную гвардию, чтобы восстановить порядок в Бостоне. Забастовка провалилась и многие офицеры потеряли свою работу. Однако вновь нанятые офицеры получили более высокие зарплаты, больше дней для отдыха, а также получили униформу, которую требовали забастовщики.
В 1974 и 1975 годах, департамент был вовлечён в поддержание правопорядка во время общественных волнений из-за нововведений в общественной школьной системе Бостона, переросших в уличные бои. Многие офицеры дежурили в школах, предотвращая правонарушения.

## Управляющие BPD
- William H. H. Emmons: 1903-1906
- Stephen O'Meara: 1906-1918 *
- Edwin Upton Curtis: 1918-1922
- Herbert A. Wilson: 1922-1930
- Eugene Hultman: 1930-1934
- Joseph J. Leonard: 1934-1935
- Eugene M. McSweeney: 1935-1936
- Joseph F. Timilty: 1936-1943
- Thomas F. Sullivan: 1943-1957
- Leo J. Sullivan: 1957-1962
- Edmund L. McNamara: 1962-1972
- Robert J. DiGrazia: 1972-1976
- Joseph M. Jordan: 1976-1985

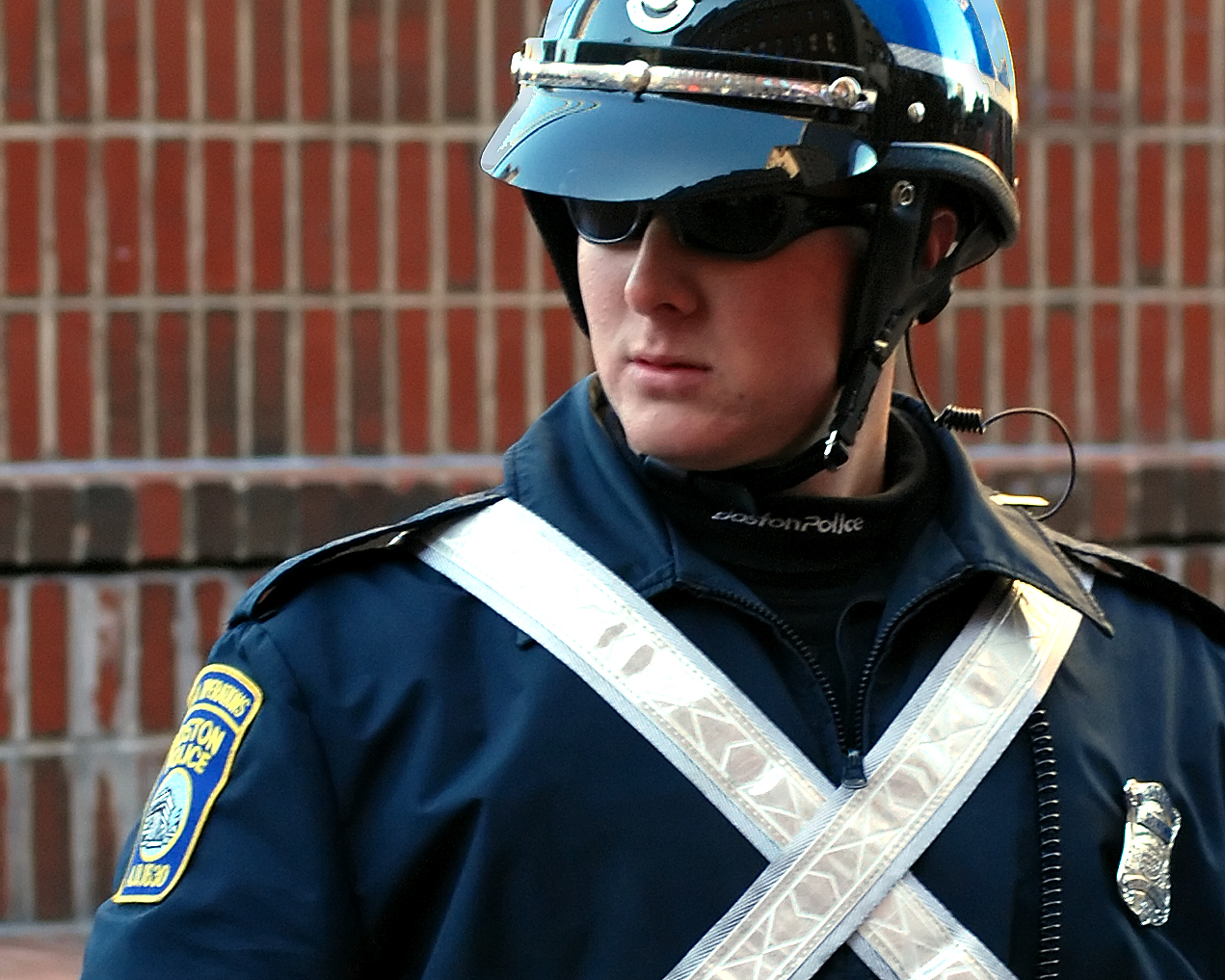
Офицер бостонской полиции.

- Francis M. "Mickey" Roache: 1985-1993
- William J. Bratton: 1993-1994
- Paul F. Evans: 1994-2004
- Kathleen O'Toole: 2004-2006
- Edward F. Davis III: 2006-н.в.

## Современное состояние
В департаменте работает приблизительно 2 015 офицеров и 808 гражданских служащих. Их деятельность покрывает область в 89.6 mi² (232.1 km²) при 589 000 населения. BPD требует, чтобы все офицеры, нанятые с 1995 года, жили в пределах Бостона.

### Статистика
По полу:
- Мужчины: 84%
- Женщины: 16%

По расовой принадлежности:
- Белые: 67%
- Афроамериканцы: 23%
- Латинос: 8%
- Азиаты: 2%[2]